# Марк Целий
Марк Целий (на латински: Marcus Caelius; * 45 пр.н.е.; † 9 г.) е центурион в XVIII легион, убит в Битката в Тевтобургската гора.
За него е известно от намеряния му надгробен паметник (кенотаф) във военния лагер Ветера (близо до Ксантен). Това е единственият намерен камък, който дава сведения за мястото на битката в Тевтобургската гора. Намерен е през 1620 г. и е стоял в университет Бон. През 1893 г. е почистен и се намира в музея на Бон. На камъка Целий е показан в пълна униформа, фланкиран от неговите двама освободени роби Марк Целий Приват и Марк Целий Тиамин, които вероятно също са паднали в битката.
Надписът е:
M(arco) Caelio T(iti) f(ilio) Lem(onia tribu) Bon(onia)
[I] o(rdini) leg(ionis) XIIX ann(orum) LIII s(emissis)
[ce]cidit bello Variano ossa
[lib(ertorum) i]nferre licebit P(ublius) Caelius T(iti) f(ilius)
Lem(onia tribu) frater fecit
Преводът на латинския надпис:
За Марк Целий, син на Тит, от триба Лемония, от Бонония (Болоня), центурион 1. ред на 18. легион, 53½ годишен. Той е паднал във войната на Вар. Тленните останки на освободените имат право да са погребани тук. Публий Целий, син на Тит, от триба Лемония, неговият брат, направи (гробния камък).
Освен това се казват имената на двамата освободени.